# Eu Acho Que Pirei
Eu Acho Que Pirei foi a quarta turnê realizada pela dupla brasileira Sandy & Junior entre 1998 e 1999. Nos anos anteriores, graças ao álbuns Dig-Dig-Joy e Sonho Azul, a dupla ganhou um público mais adolescente, uma vez que as canções dos álbuns tinham temáticas mais voltadas a namoros e desilusões da adolescência e não mais canções de temática infantil. Nessa nova fase, os cantores planejaram um novo show, que pudesse mostrar o amadurecimento musical da carreira, sem deixar canções com apelo infanto-juvenil de lado. A turnê rodou todo o Brasil e foram vendidos cerca de 8,5 milhões de ingressos, passando por 148 cidades.
A apresentação ocorrida na casa de shows Olympia, em São Paulo, foi gravada e lançada em CD e VHS Era Uma Vez... Ao Vivo, esse lançamento marcou a primeira vez em que a dupla atingiu vendas 1 milhão de cópias com um álbum. O VHS também obteve vendas expressivas, e foi lançado em kit que continha o CD e o VHS.
O setlist da turnê sofreu várias modificações, como a turnê ocorreu em parte na época da copa, canções sobre futebol foram adicionadas, como "Uma Partida de Futebol", do grupo Skank e "La Copa de La Vida", do cantor Ricky Martin. Essas faixas não foram adicionadas nem no álbum, nem no álbum de vídeo, lançados posteriormente.

## Setlist
- Temporada 04/1998 a 08/1998 [7]

1. Como Um Flash (Flashdance... What a Feeling)
2. Com Você (I'll Be There)
3. Beijo é Bom
4. Inesquecível (Incancellabile)
5. Golpe Certo
6. O Pica Pau
7. Vai Ter Que Rebolar
8. Etc... E Tal (Any Man of Mine)
9. Maria Chiquinha
10. A Resposta da Mariquinha
11. Little Cowboy (I Want to Be a Cowboy's Sweetheart)
12. O Universo Precisa de Vocês (Power Rangers)
13. Pinguilim
14. Dig-Dig-Joy
15. Felicidade Como For
16. Pout Pourri: Mais Que Uma Sombra/ Troque A Pilha/ Esteja No Ar
17. Não Ter (Non C'e)
18. Uma Partida de Futebol
19. La Copa de La Vida
20. Eu Acho Que Pirei

- Segunda Temporada de Shows

1. Como Um Flash (Flashdance... What a Feeling)
2. Com Você (I'll Be There)
3. Beijo é Bom
4. Inesquecível (Incancellabile)
5. Golpe Certo
6. O Pica Pau
7. Vai Ter Que Rebolar
8. Etc... E Tal (Any Man of Mine)
9. Maria Chiquinha
10. A Resposta da Mariquinha
11. Little Cowboy (I Want to Be a Cowboy's Sweetheart)
12. O Universo Precisa de Vocês (Power Rangers)
13. Pinguilim
14. Dig-Dig-Joy
15. Vivo Por Ela (Vivo Por Ella)
16. Era Uma Vez...
17. Em Cada Sonho (O Amor Feito Flecha) [My Heart Will Go On]
18. Pout Pourri Bee Gees: Mais Que Uma Sombra/ Troque A Pilha/ Esteja No Ar
19. Não Ter (Non C'e)
20. Uma Partida de Futebol
21. La Copa de La Vida
22. Eu Acho Que Pirei

- Terceira Temporada de Shows

1. Como Um Flash (Flashdance... What a Feeling)
2. Com Você (I'll Be There)
3. Beijo é Bom
4. Inesquecível (Incancellabile)
5. No Fundo do Coração (Truly, Madly, Deeply)
6. Vai Ter Que Rebolar
7. Little Cowboy (I Want to Be a Cowboy's Sweetheart)
8. Bailão do Peão
9. Etc... E Tal (Any Man of Mine)
10. Little Cowboy (I Want to Be a Cowboy's Sweetheart)
11. Standing Outside the Fire
12. Ilusão
13. Dig-Dig-Joy
14. Era Uma Vez...
15. Em Cada Sonho (O Amor Feito Flecha) [My Heart Will Go On]
16. Não Ter (Non C'e)
17. Eu Acho Que Pirei

- Quarta Temporada de Shows

1. Como Um Flash (Flashdance... What a Feeling)
2. Com Você (I'll Be There)
3. Beijo é Bom
4. Inesquecível (Incancellabile)
5. No Fundo do Coração (Truly, Madly, Deeply)
6. Vai Ter Que Rebolar
7. Little Cowboy (I Want to Be a Cowboy's Sweetheart)
8. Bailão do Peão
9. Etc... E Tal (Any Man of Mine)
10. Little Cowboy (I Want to Be a Cowboy's Sweetheart)
11. Standing Outside the Fire
12. Era Uma Vez...
13. Em Cada Sonho (O Amor Feito Flecha) [My Heart Will Go On]
14. As Quatro Estações
15. Aprender a Amar
16. Imortal (Immortality)
17. Eu Quero Mais
18. Vâmo Pulá (Vamos Pular)
19. Eu Acho Que Pirei

## Datas

Capa do roteiro do show Eu Acho que Pirei

- Nota: O roteiro dos shows não está completo.

| Data                   | Cidade                | Local                                          |
| ---------------------- | --------------------- | ---------------------------------------------- |
| 10 de maio de 1998     | Ponta Grossa          | Centro de Eventos de Ponta Grossa              |
| 5 de junho de 1998     | Florianópolis         | Ilha Shopping                                  |
| 25 de junho de 1998    | Brusque               | Pavilhão de Eventos Maria Celina Vidotto Imhof |
| 3 de julho de 1998     | São Paulo             | Olympia                                        |
| 4 de julho de 1998     | São Paulo             | Olympia                                        |
| 5 de julho de 1998     | São Paulo             | Olympia                                        |
| 24 de outubro de 1998  | Rio de Janeiro        | Metropolitan                                   |
| 25 de outubro de 1998  | Rio de Janeiro        | Metropolitan                                   |
| 16 de novembro de 1998 | Jundiaí               | Parque da Uva                                  |
| 5 de dezembro de 1998  | Maringá               | Estádio Willie Davids                          |
| 16 de abril de 1999    | Caxias do Sul         | —                                              |
| 17 de abril de 1999    | Belo Horizonte        | Mineirinho                                     |
| 19 de abril de 1999    | São Paulo             | —                                              |
| 24 de abril de 1999    | Goiânia               | —                                              |
| 25 de abril de 1999    | Brasília              | —                                              |
| 6 de maio de 1999      | Americana             | —                                              |
| 8 de maio de 1999      | Lençóis Paulista      | —                                              |
| 9 de maio de 1999      | Iracemápolis          | —                                              |
| 16 de maio de 1999     | Caxias do Sul         | —                                              |
| 22 de maio de 1999     | Itapetininga          | —                                              |
| 23 de maio de 1999     | Franca                | —                                              |
| 26 de maio de 1999     | Rio de Janeiro        | Metropolitan                                   |
| 27 de maio de 1999     | Rio de Janeiro        | Metropolitan                                   |
| 29 de maio de 1999     | São Paulo             | Clube Guapira                                  |
| 3 de junho de 1999     | São Paulo             | Olympia                                        |
| 4 de junho de 1999     | São Paulo             | Olympia                                        |
| 10 de junho de 1999    | São Paulo             | Olympia                                        |
| 11 de junho de 1999    | São Paulo             | Olympia                                        |
| 12 de junho de 1999    | Florianópolis         | CentroSul                                      |
| 13 de junho de 1999    | Porto Alegre          | Gigantinho                                     |
| 6 de setembro de 1999  | Brasília              | —                                              |
| 7 de setembro de 1999  | Uberlândia            | —                                              |
| 11 de setembro de 1999 | Campo Grande          | —                                              |
| 12 de setembro de 1999 | Cuiabá                | —                                              |
| 18 de setembro de 1999 | Maringá               | —                                              |
| 19 de setembro de 1999 | Curitiba              | Arena da Baixada                               |
| 1 de outubro de 1999   | São Paulo             | Olympia                                        |
| 2 de outubro de 1999   | São Paulo             | Olympia                                        |
| 3 de outubro de 1999   | São Paulo             | Olympia                                        |
| 9 de outubro de 1999   | Rio de Janeiro        | Metropolitan                                   |
| 10 de outubro de 1999  | Rio de Janeiro        | Metropolitan                                   |
| 11 de outubro de 1999  | Rio de Janeiro        | Metropolitan                                   |
| 12 de outubro de 1999  | Rio de Janeiro        | Metropolitan                                   |
| 24 de outubro de 1999  | Vitória               | —                                              |
| 25 de outubro de 1999  | Ipatinga              | —                                              |
| 6 de novembro de 1999  | Rio de Janeiro        | —                                              |
| 7 de novembro de 1999  | Indaiatuba            | —                                              |
| 13 de novembro de 1999 | Boituva               | —                                              |
| 15 de novembro de 1999 | Itajaí                | —                                              |
| 20 de novembro de 1999 | Ribeirão Preto        | Estádio Palma Travassos                        |
| 21 de novembro de 1999 | Maringá               | —                                              |
| 4 de dezembro de 1999  | Avaré                 | —                                              |
| 5 de dezembro de 1999  | Joinville             | Centro de Eventos Cau Hansen                   |
| 12 de dezembro de 1999 | Curitiba              | Arena da Baixada                               |
| 18 de dezembro de 1999 | São Paulo             | Ginásio do Ibirapuera                          |
| 18 de março de 2000    | Umuarama              | Parque de Exposições Dario Pimenta Nóbrega     |
| 1 de abril de 2000     | Rio Claro             |                                                |
| 2 de abril de 2000     | São Vicente           | Praia do Itararé                               |
| 8 de abril de 2000     | Belo Horizonte        | Mineirinho                                     |
| 9 de abril de 2000     | Vitória               | Praça do Papa                                  |
| 16 de abril de 2000    | Volta Redonda         |                                                |
| 29 de abril de 2000    | Uberaba               | Parque Fernando Costa                          |
| 30 de abril de 2000    | Itanhandu             | Parque de Exposições de Itanhandu              |
| 1 de maio de 2000      | Jaguariúna            | Red Park                                       |
| 6 de maio de 2000      | Governador Valadares  |                                                |
| 7 de maio de 2000      | Betim                 | Parque de Exposições David Gonçalves Lara      |
| 13 de maio de 2000     | São José do Rio Preto |                                                |
| 14 de maio de 2000     | Campo Grande          | Parque Laucídio Coelho                         |
| 27 de maio de 2000     | Ourinhos              | Parque Olavo Ferreira de Sá                    |
| 28 de maio de 2000     | Fernandópolis         |                                                |
| 3 de junho de 2000     | Florianópolis         |                                                |
| 4 de junho de 2000     | Porto Alegre          | Gigantinho                                     |
| 10 de junho de 2000    | Divinópolis           |                                                |
| 11 de junho de 2000    | Guararema             |                                                |
| 22 de junho de 2000    | Paty do Alferes       | Parque De Exposições De Avelar                 |
| 24 de junho de 2000    | Alegre                |                                                |
| 25 de junho de 2000    | Campos dos Goytacazes |                                                |